# Девід Айк
Девід Вохан Айк (англ. David Vaughan Icke, народився 29 квітня 1952) — британський письменник і публічний діяч, котрий присвятив себе із 1990 року дослідженню «хто і що дійсно контролює світ» — «who and what is really controlling the world.» Журналіст, оглядач телевізійних спортивних новин і лідер Партії Зелених Англії та Уельсу, автор 20 книг, що пояснюють його погляди.

## Біографія
Айк був відомим спортивним коментатором каналу BBC і спікером Британської Партії Зелених. Але в 38 років на одному з сеансів психолог сказав Девіду, що той є цілителем і у нього є призначення на Землі. У квітні 1991 він виступив на знаменитому шоу Террі Уогана на каналі BBC і сказав, що він — Божий син (пізніше Айк стверджував, що його просто неправильно зрозуміли). Крім того, він зважився зробити прогноз, ніби найближчим часом світ захлиснуть землетруси і цунамі.

## Основні ідеї
Основні ідеї Айка викладені в його чотирьох книгах: Повстання роботів (англ. The Robots' Rebellion) (1994), Правда зробить тебе вільним (англ. And the Truth Shall Set You Free) (1995), Найбільший секрет: Книга що змінить світ (англ. The Biggest Secret: The Book that Will Change the World) (1999), та Діти Матриці (англ. Children of the Matrix) (2001) — видані самостійно його видавництвами Bridge of Love Publications та David Icke Books. В них роздуми над природою свідомості та проти деяких названих індивідів, наприклад про те, що кілька вищестоячих політиків сатаністи і педофіли, і про те що вакцинація від свинячого грипу — умисна спроба зменшити чисельність населення. Він стверджує, що людство виведене інопланетянами-рептилоїдами з сузір'я Дракона, і що те, що ми називаємо реальністю, є насправді «п'ятивідчуттєвою ілюзією». Єдиною реальністю є царство Абсолюту.
Він вірить в колективну свідомість, яка має інтенціональність, у реінкарнацію, у можливі світи, що існують поруч з нашими на інших частотах, та в набуті характеристики, стверджуючи, що нас змінює наш код завантаженням нової інформації та перезаписом програмного забезпечення. Також ми здатні притягувати до себе досвід, за допомогою добрих і поганих думок.